# Abderrahman Ibrir
Abderrahman Ibrir (Dellys, 10 novembre 1919 – Sidi Fredj, 14 febbraio 1988) è stato un calciatore francese, di ruolo portiere.

## Carriera

### Nazionale
Ha collezionato sei presenze con la propria Nazionale.

## Palmarès

### Allenatore

#### Competizioni nazionali
- Campionato algerino: 1

MC Alger: 1978-1979